# آقا بی‌لی (آغجه‌آباد)
آقا بی‌لی (به لاتین: Ağabəyli) یک منطقه مسکونی در جمهوری آذربایجان است که در شهرستان آغجه‌آباد واقع شده است. آقا بی‌لی ۴۶۲ نفر جمعیت دارد.